# Selenia fumata
Selenia fumata är en fjärilsart som beskrevs av Smith 1950. Selenia fumata ingår i släktet Selenia och familjen mätare. Inga underarter finns listade.